# Enter (Overijssel)

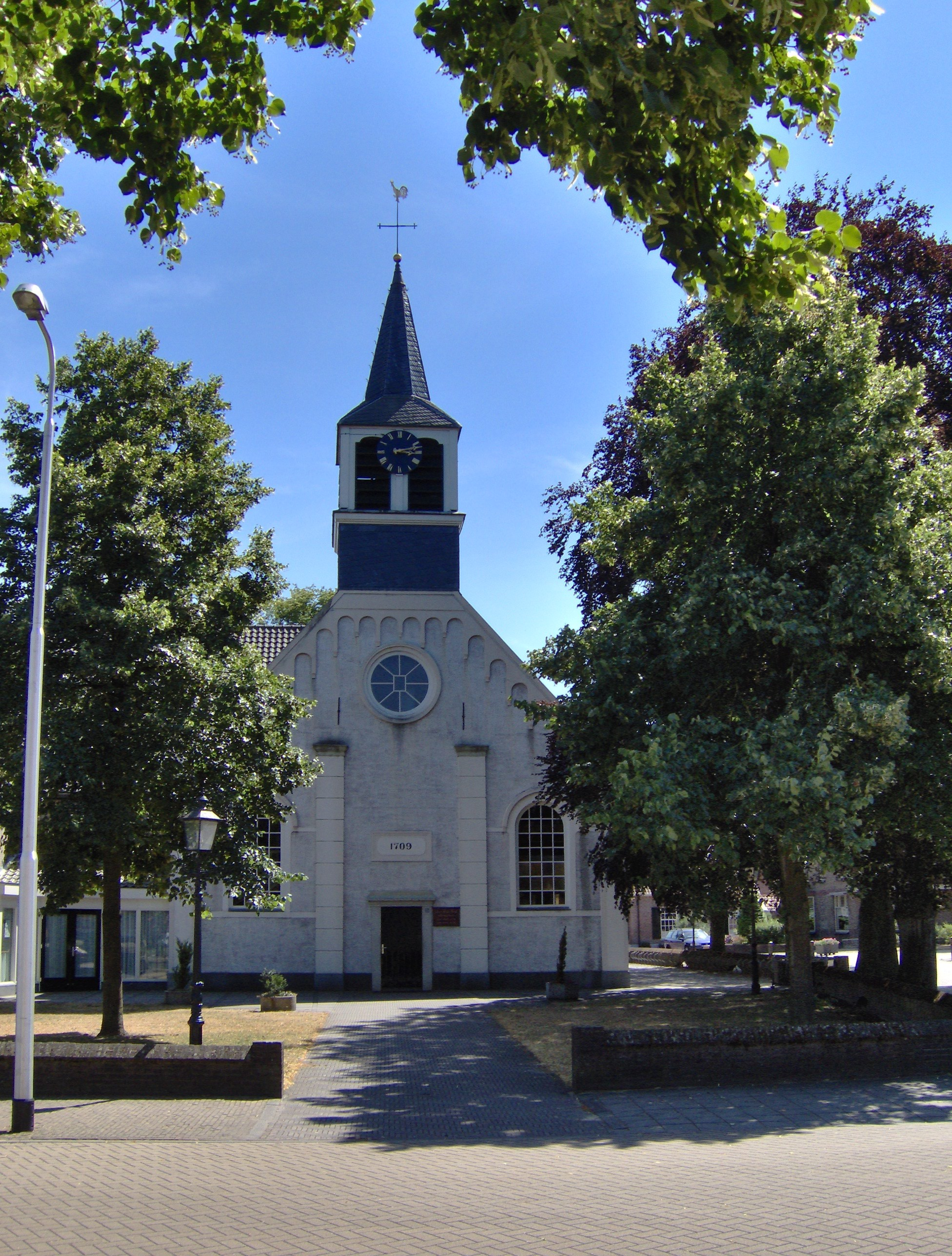
Die Niederländisch-Reformierte Kirche in Enter aus dem Jahre 1709

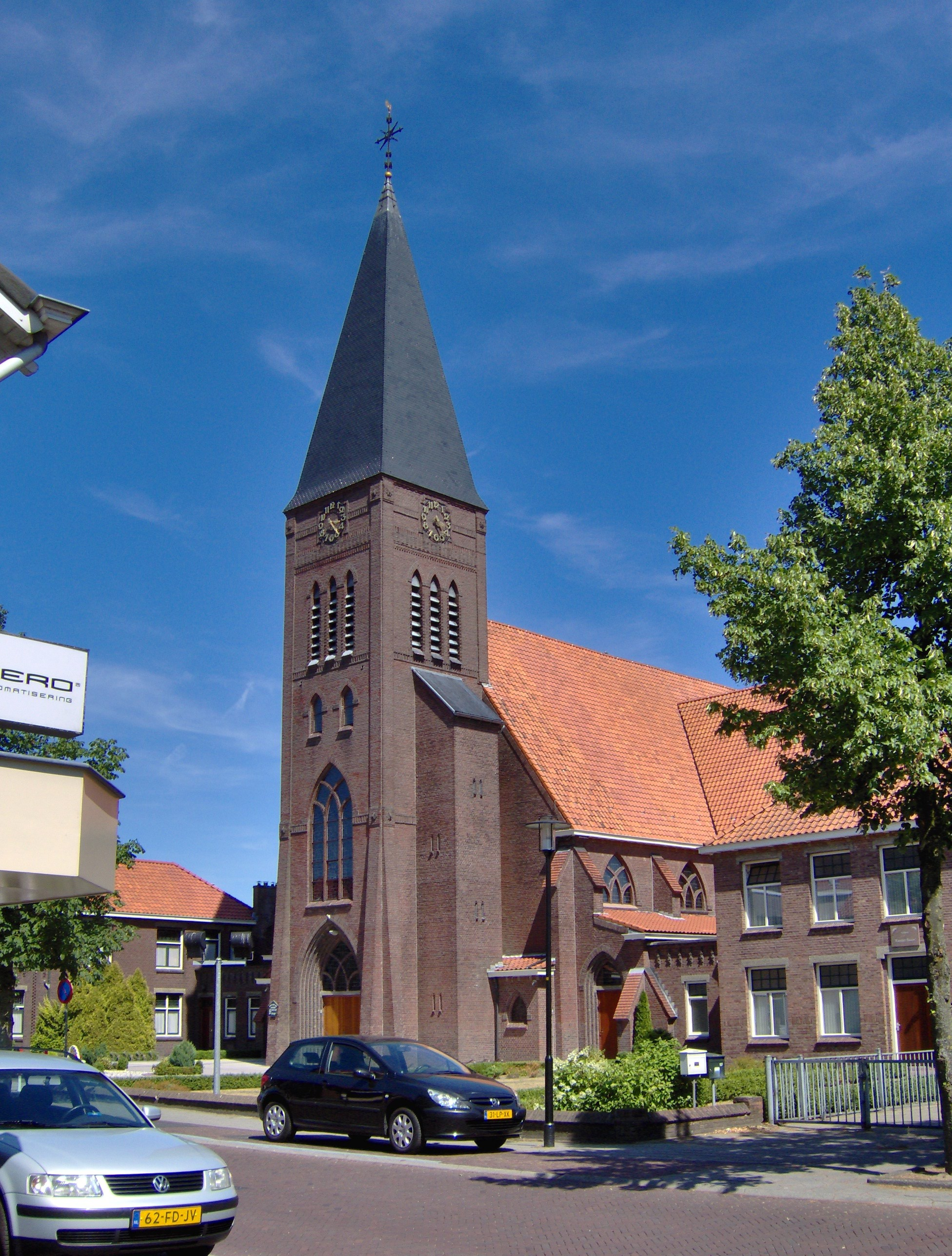
Die Römisch-Katholische Kirche in Enter

Enter (niedersächsisch Eanter) ist ein Ort westlich von Twente in der niederländischen Provinz Overijssel. Der Ort mit ungefähr 7500 Einwohnern gehört zur Gemeinde Wierden und liegt zwischen Almelo, Goor, Bornerbroek und Rijssen.

## Geschichte
Die Geschichte von Enter geht zurück bis ungefähr in das Jahr 1200, als der Name Enter zum ersten Mal schriftlich erwähnt wurde. In Enter wurden früher vor allem Gänse gezüchtet und Holzschuhe hergestellt, die Klompen. Darüber hinaus war Enter im 18. und 19. Jahrhundert ein Zentrum für den Bau von kleinen Binnenschiffen, den Zompen. Zahlreiche Gebäude und Häuser jener Zeit sind in den vergangenen Jahren abgebrochen worden, um Platz für Neubauten zu schaffen.

## Bebauung
Der Ort Enter ist in den letzten Jahren in Bezug auf Einwohnerzahl und Ausdehnung sehr gewachsen. Lange Zeit bestand der Ort aus der Dorfstraße mit den geradewegs daran errichteten Häusern 
sowie den verschiedenen Ausfallstraßen nach Goor, Rijssen und Wierden. Um den Dorfkern herum waren Weiden angelegt. Um 1940 herum begann man mit der baulichen Erweiterung über den alten Dorfkern hinaus, meistens mit Mehrfamilienhäusern. Ab 1975 wurde der Ort dann in einer zweiten Bauwelle bis zu seiner heutigen Flächenausdehnung ausgebaut. 
Das Neubaugebiet de Goorens wurde von Enter aus in Richtung auf Goor und Bornerbroek geplant und ab 1980 in kurzer Zeit errichtet. Viele Straßen in diesem Gebiet wurden nach alten Bauernhöfen in der Umgegend von Enter benannt, wie beispielsweise Erve Smedinck, Erve Effinck und weitere, ähnliche Namen. Im Jahr 2007 ist das geplante Neubaugebiet de Akkers mit ungefähr 100 Wohnungen nahezu fertig. In den Jahren 2007 und 2008 soll im Norden des Ortes in Richtung auf Wierden mit dem Neubaugebiet de Berghorst begonnen werden. Dieses Neubaugebiet ist ein Projekt der Gemeinde Wierden, um den im Laufe der Jahre entstandenen Wohnungsfehlbestand auszugleichen. Auch in der Ortsmitte wird viel modernisiert, vornehmlich in der Umgebung der Dorfstraße. Alte Gebäude  werden abgebrochen, um Neubauten, darunter auch einige Hochhäuser, mit größerem Flächenzuschnitt realisieren zu können. Es liegen auch ausgearbeitete Planungen für die Anlage eines neuen Platzes in der Mitte der Dorfstraße vor. In der Nähe dieses Platzes sind dann zusätzliche Parkmöglichkeiten vorgesehen.

## Bevölkerung

### Religion
Im Vergleich mit einem Teil der umliegenden Gemeinden gehören in Enter viele Einwohner zur Römisch-Katholischen Kirche oder sind nicht konfessionell gebunden. Das ist insofern auffallend, da der Katholizismus besonders östlich von Twente verbreitet ist. Andere Glaubensrichtungen als Römisch-Katholisch oder Protestantisch sind nur wenig wahrzunehmen, da nur sehr wenige Ausländer in Enter wohnen 
Es gibt mehrere Kirchen im Ort:
- die Römisch-Katholische Kirche St. Antonius Abt
- eine Kirche der Reformierten Kirche in den Niederlanden (Gereformeerde Kerken in Nederland, GKN, evangelisch-altreformiert)
- eine Kirche der Niederländisch-reformierten Gemeinde (Nederlandse Hervormde Kerk, NHK, evangelisch-reformiert)
- eine Kirche der Gereformeerde Gemeente (GG, calvinistisch-protestantisch)

Die Gereformeerde Kerk und die niederländisch-reformierte Gemeinde haben sich am 1. Mai 2004 der Verwaltungsgemeinschaft der Protestantischen Kirche in den Niederlanden (PKN) angeschlossen.

### Brauchtum
Die Tradition der Klompenherstellung wird in Enter bewahrt. Darum wird es oftmals auch "Klompendorp" genannt. 

### Politik
Die Wähler in Enter wählen im Vergleich zu den umliegenden Gemeinden überdurchschnittlich progressiv und links. Der Unterschied fällt im Vergleich zu dem konservativen Wahlverhalten in Rijssen besonders auf. Angaben zur Gemeindepolitik sind unter Wierden zu finden.

## Infrastruktur

### Einkaufsmöglichkeiten
Im Zentrum von Enter sind verschiedene Geschäfte zu finden, darunter Bekleidungsgeschäfte, z. B. das der Familie Roetgerink, Supermärkte, Drogerien, Buchhändler, Blumenläden und Geschäfte für Unterhaltungselektronik.

### Bildung
Im Ort befinden sich vier Grundschulen für die Kinder von 4 bis 12 Jahren: de Wegwijzer, de Roerganger, die Mariaschool und die Jozefschool. Die nächste Grundschule im Einzugsgebiet ist dann die Ypeloschool in der Ortschaft Ypelo.

### Gesundheitsvorsorge
In Enter gibt es Hausärzte, Hebammen, Haushaltshilfen, Altenpfleger und eine Apotheke.

### Friedhöfe
Im Ort gibt es drei Friedhöfe, von denen zwei zwischenzeitlich nicht mehr belegt werden. Der neue gemeinschaftlich genutzte Friedhof in Enter darf für herkömmliche Grabstätten oder für Urnengräber genutzt werden.

### Kultur
In Enter gibt es einige jährlich wiederkehrende Ereignisse, dazu gehört der Pferdemarkt und die Kirmes. Auf dem alten Dorfplatz im Zentrum des Ortes findet jede Woche der Markt statt. 
Im Sommer finden die regional bekannten Einkaufsabende Gengelavonden statt, an denen abends viele Kaufleute im Zentrum Waren zum Kauf anbieten.
In Enter gibt es verschiedene kulturell aktive Vereine, darunter eine Schauspielgruppe, verschiedene Chöre und Musikgruppen, künstlerische Handarbeitsgruppen und das Kulturzentrum   't Zumpke, wo regelmäßig ein Konzert stattfindet oder ein Theaterstück aufgeführt wird.

### Sport
Im Turnverein Raduga kann Sport von Jazztanz bis Turnen auf höchstem Niveau ausgeübt werden. Darüber hinaus gibt es die Fußballvereine Enter Vooruit und s.v. Enter, den Volleyballverein Holyoke, einen Tennisverein, einen Brieftaubenverein, mehrere Sportplätze und weitere Sportvereine. Darüber hinaus kann man natürlich auch wandern. 
Durch den ganzen Ort Enter verläuft auch der Europäische Fernwanderweg E11, der sich teilweise mit den Wanderwegen Marktkrämerweg und Handelsweg überschneidet. Der Fernwanderweg E11 verläuft ab Den Haag in östlicher Richtung bis zur Grenze zwischen Polen und Litauen.

## Wirtschaft

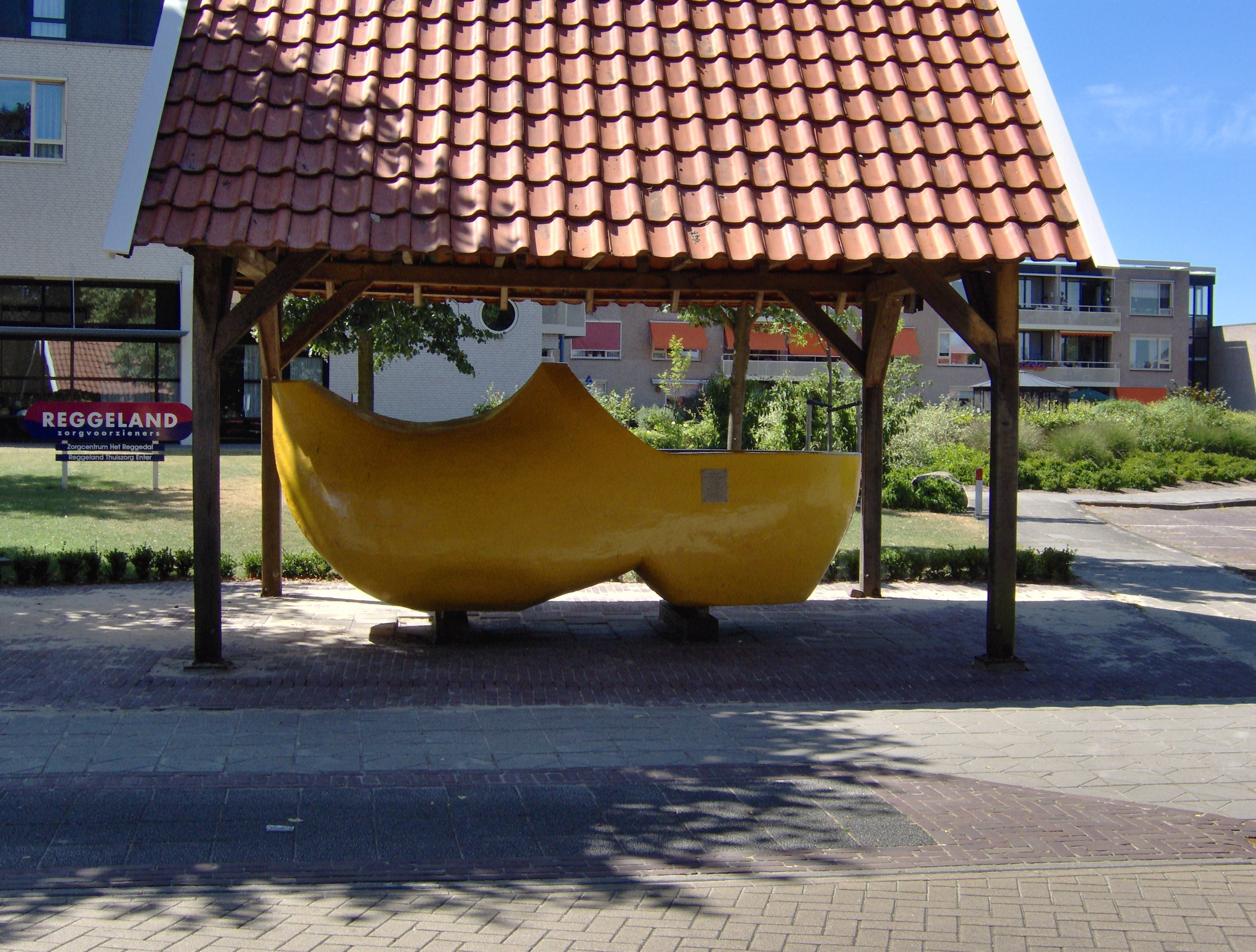
Der größte Klomp der Welt aus einem Stück Holz, 403 cm lang, 171 cm breit und 169 cm hoch, steht in Enter

### Tourismus
Im Dorf sind verschiedene Übernachtungsmöglichkeiten für Touristen zu finden. Im Museum sind Klompen und eine alte Zomp ausgestellt. In der Nähe von de Lee sind ausgebaute Radwege vorhanden. De Lee ist eine parkähnliche Landschaft mit vielen Wasser- und Grünflächen. Außerdem kann man Rundfahrten mit einer traditionellen Zomp absolvieren. 
Der größte aus einem Stück Holz hergestellte Klomp ist in Enter zu finden. Das Klompenmuseum und das Zompenmuseum sind eine Besichtigung wert, ebenso die alte Reformierte Kirche sowie der Dorfplatz  im typischen Twenter Baustil, der einem überall im Dorf begegnet. In jedem Jahr findet hier Ende Juli oder Anfang August ein Pony- und Pferdemarkt statt.

### Industrie und Verkehr
Enter liegt mit einer eigenen Abfahrt günstig zur Autobahn A1 (Amsterdam-Hengelo) und der Provinzstraße N347 (Rijssen-Goor). Mehrere national und international orientierte Betriebe beabsichtigen, sich im Industriegebiet de Vonder niederzulassen. Vom Industriegebiet besteht über die A1 eine gute Verbindung nach Deutschland. Auch bestehen Planungen für ein weiteres Industriegebiet zwischen der Ringstraße und der N347.

## Bekannte Personen aus Enter
- Bart Boom (* 1972), Radrennfahrer
- Erik Braamhaar, Schiedsrichter
- Arjen Gerritsen (* 1970), Politiker
- Steven Lammertink (* 1993), Radrennfahrer
- Rick Pluimers (* 2000), Radrennfahrer
- Hennie Stamsnijder (* 1954), ehemaliger Radrennfahrer, Querfeldeinweltmeister des Jahres 1981
- Tom Stamsnijder (* 1985), Radrennfahrer
- Folkert Velten, ehemaliger Fußballspieler und Assistenztrainer von Heracles Almelo